# 李浩賢 (學聯人物)

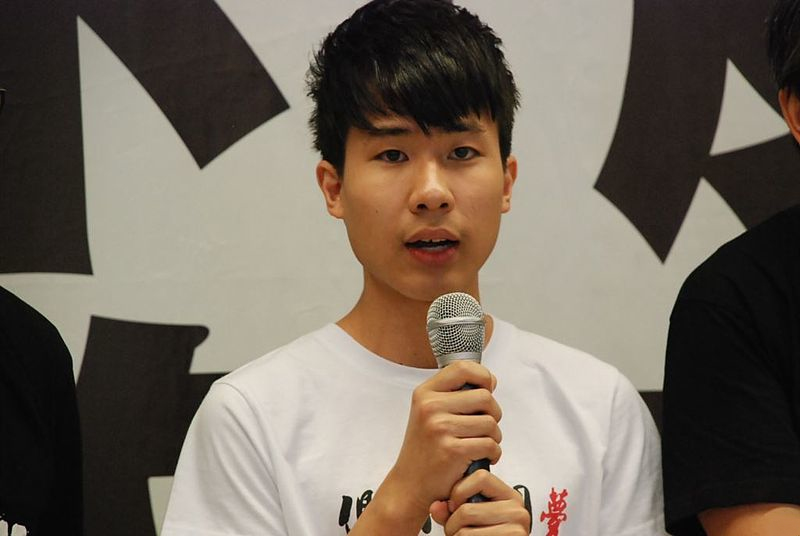

李浩賢（1991年—）（Timothy Lee Ho Yin），曾任香港城市大學學生會會長（2012-2013年度），香港專上學生聯會（學聯）常委。香港城市大學中文、翻譯及語言學系畢業。前香港市民支援愛國民主運動聯合會（支聯會）常委。  

## 第二屆臨時六四紀念館
2013年任職學生會會長的李浩賢與香港市民支援愛國民主運動聯合會（支聯會）合作在香港城市大學設立第二屆臨時六四紀念館，主題為「愛國，由真相開始」。  

## 梁振英出席城大學術樓（三）開幕典禮示威事件
2013年5月就葵青貨櫃碼頭工潮事件向出席城市大學學術樓（三）開幕典禮的主禮嘉賓特首梁振英示威抗議，期間參與示威的學生遭保安人員粗暴對待，引起社會極大迴響，城大備受各方狠批，事件更被形容是翻版港大818事件。事後發起示威的李浩賢要求城大校方公開回應事件以及就事件設立獨立調查小組，並且質疑當中使用武力抬走學生的一批黑色西裝人士是便衣警員。其後大學成立檢討小組，並委任城大公共及社會行政學系教授葉健民擔任主席，最終逼使時任校長郭位道歉。   

## 城大變賣專上學院風波
2014年城大傳出變賣專上學院風波，成為全港首宗大學割賣專上學院的個案，轟動學界。李浩賢與關注副學位大聯盟發言人譚樂基及城大師生發起「城大變賣專上學院關注組」反對賣盤，並直指該決策是將教育商品化。城大校董會其後改口稱計劃不是變盤，而是尋求一個具國際聲望的合作夥伴，以協助城大專上學院發展為私立大學。    

## 外部連結
- 香港城市大學學生會網頁 （页面存档备份，存于）